# محمد عبد المجيد (كاتب)
محمد عبد المجيد (أشتهر باسم طائر الشمال) (14 فبراير 1947 -) هو كاتب ومفكر مصري ذو اتجاه قومي عربي، وهو من المفكرين السياسيين المعاصرين.

## حياته ونشاته
ولد في الإسكندرية عام 1947، وغادر مصر في عام 1973م، حيث قضى فترة في لندن أعقبتها أربع سنوات في جنيف بسويسرا، والتي رحل منها إلى العاصمة النرويجية أوسلو ليستقر فيها، حيث حصل على الجنسية النرويجية عام 1981م. حصل على عضوية «اتحاد الصحفيين النرويجيين»، وفي يونيو 1984م أطلق العدد الأول من مجلته «طائر الشمال» التي تولى رئاسة تحريرها، وفي منتصف عام 1987م افتتح إذاعة باسم «صوت العرب» في أوسلو،
كما عمل أيضًا مراسلاً وكاتبًا لصحيفة الشرق القطرية لفترة من الوقت.

## مؤلفاته
صدرت له سبعة كتب في الأعوام العشرة الماضية هي «قراءة في أوراق مهاجر - رسالة حب إلى الكويت» و«مداخلات ممنوعة - أحاديث لا ترضي الرقابة» و«كتابات ضد الصمت» و«في البدء كان القلم» و«ثقوب في ذاكرة المثقف العربي» و«تساؤلات مشروعة عن محظورات فكرية» و«سلطنة عمان.. صناعة الزمن الجميل»

## مسيرته
انتقد طائر الشمال الرئيس المصري السابق محمد حسنى مبارك ونظامه طوال عشرين عاما في العديد من مقالاته مثل «صناعة العبودية. لماذا يحتقرنا الرئيس حسني مبارك؟» و«الوصايا العشر للإطاحة بالرئيس حسني مبارك» و«حوار بين الرئيسين حسني مبارك وجمال مبارك» و«رسالة مفتوحة إلى الرئيس مبارك: وهل هناك غيرك؟» و«رسالة من مبارك للمصريين: لا.. ليس هناك غيري!» و«رسالة مفتوحة إلى أم الدنيا: ماذا فعل بك هذا الرجل؟» و«الرئيس حسني مبارك يضحك في جنازة وطن» و«ولكن عزرائيل لا يزور ميونيخ» و«رحلة بحث مضنية عن الرئيس مبارك» و«حوار بين إبليس والرئيس حسني مبارك» و«رسالة مفتوحة من مبارك الأب إلى مبارك الابن» و«نعلن هزيمتنا أمام الرئيس وابنه» و«رسالة شكر من مبارك الابن إلى مبارك الأب» و«دموع المصريين تفيض على ضفتي النيل» و«من الذي يسرق البحر في مصر؟» و«سيدي الرئيس مبارك.. استحلفك بالله أن تستقيل» و«سيدي الرئيس مبارك.. استحلفك بالله أن تهرب» و«رسالة من دود الأرض إلى الرئيس مبارك» و«رد من الرئيس مبارك على دود الأرض» و«رسالة اعتذار من مصري إلى الرئيس مبارك!» و«مقطع من يوميات الرئيس مبارك» و«وقائع محاكمة الرئيس مبارك.. كتاب يبحث عن ناشر» و«وقائع محاكمة الرئيس حسني مبارك» و«لماذا أحلم بحبل المشنقة حول عنقك؟»

## دعوته للعصيان
وقد دعا لأول عصيان مدني في 2 مايو 2005، وكتب مقالات وبيانات ومنشورات للثورة:«العصيان المدني ضد الطاغية حسني مبارك» و«العصيان المدني الاثنين 2 مايو من الثامنة صباحا.. عيد الأعياد للمصريين» و«كفاية والعصيان المدني وانتقام الرئيس حسني مبارك» و«الرئيس حسني مبارك يدعو للعصيان المدني!» و«رسالة عاجلة من الرئيس مبارك.. سأبصق في وجه كل من يعطيني صوته»
ورغم فشل الدعوة، دعا مرة أخرى في مقاله «الانتفاضة الشعبية المصرية في 23 يوليو 2006» إلى انتفاضة شعبية
ولكن وصلته رسالة من قوى المعارضة المصرية واضحة وصريحة، بأنها لن توافق على دعوة للانتفاضة من الخارج، فقام بإلغاء الدعوة.
وفي مقالة بعنوان «مناقشة البيان النهائى للإطاحة بعائلة مبارك» بتاريخ 31/7/2010، كتب بالتفصيل سيناريو ثورة 25 يناير. وكما انتقد مبارك ونظامه، انتقد أيضًا في مقالات عدة العديد من الرؤساء والملوك العرب وحرض على الثورة ضدهم.